# Podalonia marismortui
Podalonia marismortui là một loài côn trùng cánh màng trong họ Sphecidae, thuộc chi Podalonia. Loài này được Bytinski-Salz in de Beaumont and Bytinski-Salz miêu tả khoa học đầu tiên năm 1955.